# 河越重員
河越 重員（かわごえ しげかず）は、鎌倉時代前期の武蔵国入間郡河越館の武将。鎌倉幕府御家人。河越重頼の三男。姉に源義経の正室・郷御前がいる。

## 経歴
文治元年（1185年）11月、父・重頼と長兄・重房が源義経の謀反に連座し、源頼朝の命によって領地を没収され誅殺された。頼朝は重頼後家の河越尼に旧領を安堵し、その後河越荘は家督を継いだ次兄の重時に継承された。
元久2年（1205年）6月22日の畠山重忠の乱で、兄重時と共に北条義時率いる重忠討伐軍に加わる。承久3年（1221年）6月、承久の乱では北条泰時の陣に従い武功を立てた。
嘉禄2年（1226年）4月10日、鎌倉幕府により重員が武蔵国留守所総検校職に補され、ここに河越氏の武蔵での地位が復活した。しかし寛喜3年（1231年）4月、重員は幕府に総検校職の職務四カ条が「近年悉廃」している事を訴え出ており、北条氏支配の元、形骸化され実権を伴っていなかった事が窺える。幕府は武蔵国の伝統的在庁有力者である河越氏を総検校職に再任する事で、同国武士団の支配をすすめると同時に、本来秩父氏及び河越氏の家督であった総検校職を、当主の重時ではなく弟の重員に与える事で河越氏の勢力の分断を計っている。
また、異説として重頼・重房の誅殺後、河越氏の家督を巡って重時と重員が対立し、河越氏自体が分裂していたとする説もある。
貞永元年（1232年）12月23日、留守所総検校職は重員の子重資に受け継がれるが、その後官職の存在は明かではなくなる。重員の系統が武蔵国の国衙に関与した形跡は見られないが、寺社への負担金の記録などから、鎌倉後期にも河越氏が重時流と重員流の二流に分かれて活動している事が確認される。